# アリオダンテ

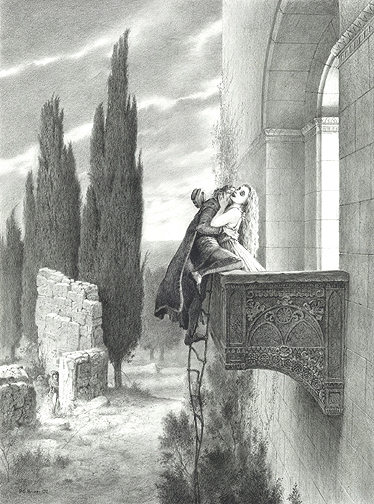
ジネヴラの服を着たダリンダがポリネッソを迎える。ギュスターヴ・ドレ画

『アリオダンテ』（Ariodante）HWV 33は、ゲオルク・フリードリヒ・ヘンデルが1734年に作曲し、翌年ロンドンで上演されたイタリア語のオペラ・セリア。
台本作家は不明であるが、アリオストの『狂えるオルランド』に出てくるアリオダンテとジネヴラの物語にもとづいてアントニオ・サルヴィが書いた『スコットランド王女ジネヴラ』が元になっている。ヘンデルは『狂えるオルランド』をもとにして『オルランド』、本作、および『アルチーナ』の3つのオペラを書いている。
原作はシェイクスピア『から騒ぎ』の翻案元でもあり、両者には共通点が多い。また、メユール『アリオダン』（1799年）、マイール『ジネヴラ・ディ・スコツィア』（1801年）も同じ話を元にしたオペラである。
ヘンデルのオペラは、その没後は忘れられたが、20世紀になって復活上演されている。

## 概要
ヘンデルは、ジョン・ジェームズ・ハイデッガーと協力して1729年から5年間の契約でオペラを上演した。しかし、1733年にはライバルの貴族オペラが結成される。さらに1734年には契約が切れたヘイマーケット劇場をハイデッガーが貴族オペラに引き渡してしまう。同年10月、貴族オペラはハッセのオペラ『アルタセルセ』を上演し、カストラートのファリネッリの声が大変な人気を呼んだ。
これに対し、ヘンデルはジョン・リッチが新しく建設したコヴェント・ガーデンに移り、オペラ『アリオダンテ』および『アルチーナ』を作曲した。
『アリオダンテ』は1734年8月12日から10月24日までかけて作曲し、翌1735年1月8日に初演された。当時リッチと契約を結んでいたマリー・サレのバレエ一座のために、ヘンデルはバレエ『テルプシコーレ』とパスティッチョ『オレステ』を作り、また『アリオダンテ』と『アルチーナ』にもサレのバレエを加えた。
『アリオダンテ』はシーズン中に11回上演されたが、客の入りはよくなかった。1736年5月にも新作オペラ『アタランタ』が完成するまでのつなぎとして2回再演された。
曲は旋律的でソプラノ、メゾソプラノ、テノール、バスの4者すべてに充分な役割を与えられているため、ヘンデルのオペラの中ではもっとも親しみやすいものの一つである。第2幕の「Scherza infida（嘲笑せよ、不実な女よ）」、第3幕の「Dopo notte（夜の後）」（いずれもアリオダンテのアリア）などいくつかの曲は、単独でコンサートで歌われることがある。

## 編成
トランペット2、リコーダー2、フルート2、オーボエ2、ファゴット、ヴァイオリン、弦、通奏低音。

## 登場人物
初演では主役のアリオダンテを、新たにイタリアからやってきた目玉歌手であるカストラートのカレスティーニが歌った。
- アリオダンテ：メゾソプラノ（カストラート） - ジネヴラの婚約者。
- スコットランド王：バス
- ジネヴラ：ソプラノ - スコットランド王の娘。
- ポリネッソ：コントラルト - オールバニ公爵。
- ダリンダ：ソプラノ - 宮女。
- ルルカニオ：テノール - アリオダンテの弟。
- オドアルド：テノール - 廷臣。

## あらすじ

### 第1幕
ポリネッソはスコットランド王の地位を得るためにジネヴラに求婚するが、ジネヴラはすでにアリオダンテと相思相愛の仲であり、すげなく断られる。しかしジネヴラの友人であるダリンダはポリネッソを好ましく思っていた。そのことに気づいたポリネッソは、ダリンダを利用してジネヴラとアリオダンテの仲を引き裂こうと計画を立てる。
アリオダンテが登場し、ジネヴラと愛の二重唱を歌う。スコットランド王はアリオダンテをジネヴラの婚約者と認め、スコットランドの王位継承者とする。
ポリネッソはダリンダにジネヴラの服装をするように言う。一方、アリオダンテの弟のルルカニオはダリンダに求愛し、ダリンダは板挟みになって悩む。アリオダンテとジネヴラが再登場し、喜びの二重唱は合唱に発展する。

### 第2幕
夜、ポリネッソはアリオダンテに、ジネヴラが不誠実だと語り、アリオダンテを怒らせる。しかし庭の塔のところにジネヴラの服を着たダリンダが男と逢っているのをアリオダンテは目撃する。アリオダンテはジネヴラが別な愛人を持っていると思いこみ、自殺をはかるが、隠れて様子を見ていたルルカニオに止められる。
翌日、王のもとにオドアルドがやってきて、アリオダンテが入水自殺したと告げる。ルルカニオは、自殺の原因がジネヴラにあると主張する。王はジネヴラがもはや自分の娘ではないと宣言し、ジネヴラは狂乱に陥る。

### 第3幕
アリオダンテは死にきれず、目をさます。そこへポリネッソの刺客に追われるダリンダがやってきて、アリオダンテに助けられる。ダリンダは公爵にだまされたといい、一部始終を明かす。
ルルカニオがジネヴラの擁護者と決闘することで彼女の罪を決定することになる。ポリネッソが擁護者側に立つが、ルルカニオに刺される。王はみずからジネヴラの擁護者として闘おうとするが、その時にアリオダンテとダリンダが現れて事実を告げる。オドアルドもやってきて、瀕死のポリネッソも自らの罪を認めたと伝える。
ルルカニオは再びダリンダに愛を告げ、ふたりは喜びの二重唱を歌う。
拘置されたジネヴラは状況を知ることなく、悲しみに沈んでいたが、急にラッパの音が聞こえ、王によって無実であることを告げられる。アリオダンテとも再会して二重唱を歌う。祝福の合唱によって幕が降りる。